# Oenak
Oenak is een bestuurslaag in het regentschap Timor Tengah Utara van de provincie Oost-Nusa Tenggara, Indonesië. Oenak telt 882 inwoners (volkstelling 2010).